# 克里斯托弗·巴斯福德
克里斯托弗·巴斯福德（1953年7月22日—）是一位美国历史学家，专攻軍事史，特别是卡尔·冯·克劳塞维茨的理论，主要著作有《英语世界：英国和美国所接受的克劳塞维茨1815—1945》（Clausewitz in English: The Reception of Clausewitz in Britain and America, 1815-1945）等。